# Grand Prix São Paulo 2022
Grand Prix São Paulo 2022, oficjalnie Formula 1 Heineken Grande Prêmio de São Paulo 2022 – dwudziesta pierwsza runda Mistrzostw Świata Formuły 1 w sezonie 2022. Grand Prix odbyło się w dniach 11–13 listopada 2022 na torze Autódromo José Carlos Pace w São Paulo. Wyścig wygrał George Russell (Mercedes), a na podium kolejno stanęli Lewis Hamilton (Mercedes) oraz Carlos Sainz Jr. (Ferrari). Po zakwalifikowaniu się z pole position Kevin Magnussen (Haas) nie ukończył wyścigu.

## Tło

### Format weekendu
Grand Prix São Paulo 2022 był trzecim i ostatnim wyścigiem w tym sezonie, w którym zastosowany będzie inny format weekendu. Zgodnie z tym formatem w piątek odbyła się tylko jedna sesja treningowa oraz kwalifikacyjna ustalająca kolejność do sprintu, który odbył się w sobotę, po drugiej sesji treningowej. Kwalifikacje sprinterskie ustaliły kolejność do niedzielnego wyścigu głównego.

#### Kwalifikacje sprinterskie
Tak jak w poprzednim sezonie kwalifikacje sprinterskie odbywały się na dystansie 100 km, co dało 21 okrążenia w przypadku toru Autódromo José Carlos Pace. Sprint ustalił kolejność do niedzielnego wyścigu głównego. Kolejność startowa była ustalona poprzez kwalifikacje w standardowym formacie Q1, Q2 i Q3. Zmieniony został system punktacji sprintów – od tego sezonu punkty otrzymało ośmiu najlepszych kierowców według następującego klucza: 8-7-6-5-4-3-2-1, oraz podczas Grand Prix Emilii-Romanii, Grand Prix Austrii i Grand Prix São Paulo, czyli tam gdzie odbywał się sprint kwalifikacyjny. O tym, kto zdobył pole position, zadecydowały wyniki z piątkowych kwalifikacji.

## Lista startowa
Na niebieskim tle kierowcy biorący udział jedynie w treningach.
| Nr          | Kierowca         | Zespół                                         | Samochód                          | Silnik                      | Opony |
| ----------- | ---------------- | ---------------------------------------------- | --------------------------------- | --------------------------- | ----- |
| 1           | Max Verstappen   | Oracle Red Bull Racing                         | Red Bull RB18                     | Red Bull RBPTH001 1,6 V6T   | P     |
| 3           | Daniel Ricciardo | McLaren F1 Team                                | McLaren MCL36                     | Mercedes-AMG F1 M13 1,6 V6T | P     |
| 4           | Lando Norris     | McLaren F1 Team                                | McLaren MCL36                     | Mercedes-AMG F1 M13 1,6 V6T | P     |
| 5           | Sebastian Vettel | Aston Martin Aramco Cognizant Formula One Team | Aston Martin AMR22                | Mercedes-AMG F1 M13 1,6 V6T | P     |
| 6           | Nicholas Latifi  | Williams Racing                                | Williams FW44                     | Mercedes-AMG F1 M13 1,6 V6T | P     |
| 10          | Pierre Gasly     | Scuderia AlphaTauri                            | AlphaTauri AT03                   | Red Bull RBPTH001 1,6 V6T   | P     |
| 11          | Sergio Pérez     | Oracle Red Bull Racing                         | Red Bull RB18                     | Red Bull RBPTH001 1,6 V6T   | P     |
| 14          | Fernando Alonso  | BWT Alpine F1 Team                             | Alpine A522                       | Renault E-Tech RE22 1,6 V6T | P     |
| 16          | Charles Leclerc  | Scuderia Ferrari                               | Ferrari F1-75                     | Ferrari 066/7 1,6 V6T       | P     |
| 18          | Lance Stroll     | Aston Martin Aramco Cognizant Formula One Team | Aston Martin AMR22                | Mercedes-AMG F1 M13 1,6 V6T | P     |
| 20          | Kevin Magnussen  | Haas F1 Team                                   | Haas VF-22                        | Ferrari 066/7 1,6 V6T       | P     |
| 22          | Yūki Tsunoda     | Scuderia AlphaTauri                            | AlphaTauri AT03                   | Red Bull RBPTH001 1,6 V6T   | P     |
| 23          | Alexander Albon  | Williams Racing                                | Williams FW44                     | Mercedes-AMG F1 M13 1,6 V6T | P     |
| 24          | Zhou Guanyu      | Alfa Romeo F1 Team ORLEN                       | Alfa Romeo C42                    | Ferrari 066/7 1,6 V6T       | P     |
| 31          | Esteban Ocon     | BWT Alpine F1 Team                             | Alpine A522                       | Renault E-Tech RE22 1,6 V6T | P     |
| 44          | Lewis Hamilton   | Mercedes-AMG Petronas Formula One Team         | Mercedes-AMG F1 W13 E Performance | Mercedes-AMG F1 M13 1,6 V6T | P     |
| 45          | Logan Sargeant   | Williams Racing                                | Williams FW44                     | Mercedes-AMG F1 M13 1,6 V6T | P     |
| 47          | Mick Schumacher  | Haas F1 Team                                   | Haas VF-22                        | Ferrari 066/7 1,6 V6T       | P     |
| 55          | Carlos Sainz Jr. | Scuderia Ferrari                               | Ferrari F1-75                     | Ferrari 066/7 1,6 V6T       | P     |
| 63          | George Russell   | Mercedes-AMG Petronas Formula One Team         | Mercedes-AMG F1 W13 E Performance | Mercedes-AMG F1 M13 1,6 V6T | P     |
| 77          | Valtteri Bottas  | Alfa Romeo F1 Team ORLEN                       | Alfa Romeo C42                    | Ferrari 066/7 1,6 V6T       | P     |
| Źródło: FIA |                  |                                                |                                   |                             |       |

## Wyniki

### Zwycięzcy sesji treningowych
| Sesja       | Nr | Kierowca     | Konstruktor | Czas     | Okr. |
| ----------- | -- | ------------ | ----------- | -------- | ---- |
| 1           | 11 | Sergio Pérez | Red Bull    | 1:11,853 | 29   |
| 2           | 31 | Esteban Ocon | Alpine      | 1:14,604 | 28   |
| Źródło: FIA |    |              |             |          |      |

### Kwalifikacje
| P                    | Nr | Kierowca         | Konstruktor                  | Czasy w kwalifikacjach | Czasy w kwalifikacjach | Czasy w kwalifikacjach | Poz. s. |
| P                    | Nr | Kierowca         | Konstruktor                  | Q1                     | Q2                     | Q3                     | Poz. s. |
| -------------------- | -- | ---------------- | ---------------------------- | ---------------------- | ---------------------- | ---------------------- | ------- |
| 1                    | 20 | Kevin Magnussen  | Haas-Ferrari                 | 1:13,954               | 1:11,410               | 1:11,674               | 1       |
| 2                    | 1  | Max Verstappen   | Red Bull Racing-RBPT         | 1:13,625               | 1:10,881               | 1:11,775               | 2       |
| 3                    | 63 | George Russell   | Mercedes                     | 1:14,427               | 1:11,318               | 1:12,059               | 3       |
| 4                    | 4  | Lando Norris     | McLaren-Mercedes             | 1:13,106               | 1:11,377               | 1:12,263               | 4       |
| 5                    | 55 | Carlos Sainz Jr. | Ferrari                      | 1:14,680               | 1:10,890               | 1:12,357               | 5       |
| 6                    | 31 | Esteban Ocon     | Alpine-Renault               | 1:14,663               | 1:11,587               | 1:12,425               | 6       |
| 7                    | 14 | Fernando Alonso  | Alpine-Renault               | 1:13,542               | 1:11,394               | 1:12,504               | 7       |
| 8                    | 44 | Lewis Hamilton   | Mercedes                     | 1:13,403               | 1:11,539               | 1:12,611               | 8       |
| 9                    | 11 | Sergio Pérez     | Red Bull Racing-RBPT         | 1:13,613               | 1:11,456               | 1:15,601               | 9       |
| 10                   | 16 | Charles Leclerc  | Ferrari                      | 1:14,486               | 1:10,950               | –                      | 10      |
| 11                   | 23 | Alexander Albon  | Williams-Mercedes            | 1:14,324               | 1:11,631               |                        | 11      |
| 12                   | 10 | Pierre Gasly     | AlphaTauri-RBPT              | 1:14,371               | 1:11,675               |                        | 12      |
| 13                   | 5  | Sebastian Vettel | Aston Martin Aramco-Mercedes | 1:13,597               | 1:11,678               |                        | 13      |
| 14                   | 3  | Daniel Ricciardo | McLaren-Mercedes             | 1:14,931               | 1:12,140               |                        | 14      |
| 15                   | 18 | Lance Stroll     | Aston Martin Aramco-Mercedes | 1:14,398               | 1:12,210               |                        | 15      |
| 16                   | 6  | Nicholas Latifi  | Williams-Mercedes            | 1:15,095               |                        |                        | 16      |
| 17                   | 24 | Zhou Guanyu      | Alfa Romeo-Ferrari           | 1:15,197               |                        |                        | 17      |
| 18                   | 77 | Valtteri Bottas  | Alfa Romeo-Ferrari           | 1:15,486               |                        |                        | 18      |
| 19                   | 22 | Yūki Tsunoda     | AlphaTauri-RBPT              | 1:16,264               |                        |                        | 19      |
| 20                   | 47 | Mick Schumacher  | Haas-Ferrari                 | 1:16,361               |                        |                        | 20      |
| 107% czasu: 1:18,223 |    |                  |                              |                        |                        |                        |         |
| Źródło: FIA          |    |                  |                              |                        |                        |                        |         |

### Sprint kwalifikacyjny
| P           | Nr | Kierowca         | Konstruktor                  | Okr. | Czas        | Start | +/− | Punkty | Poz. s. |
| ----------- | -- | ---------------- | ---------------------------- | ---- | ----------- | ----- | --- | ------ | ------- |
| 1           | 63 | George Russell   | Mercedes                     | 24   | 30:11,307   | 3     | 2   | 8      | 1       |
| 2           | 55 | Carlos Sainz Jr. | Ferrari                      | 24   | +3,995      | 5     | 3   | 7      | 7       |
| 3           | 44 | Lewis Hamilton   | Mercedes                     | 24   | +4,492      | 8     | 5   | 6      | 2       |
| 4           | 1  | Max Verstappen   | Red Bull Racing-RBPT         | 24   | +10,494     | 2     | 2   | 5      | 3       |
| 5           | 11 | Sergio Pérez     | Red Bull Racing-RBPT         | 24   | +11,855     | 9     | 4   | 4      | 4       |
| 6           | 16 | Charles Leclerc  | Ferrari                      | 24   | +13,133     | 10    | 4   | 3      | 5       |
| 7           | 4  | Lando Norris     | McLaren-Mercedes             | 24   | +25,624     | 4     | 3   | 2      | 6       |
| 8           | 20 | Kevin Magnussen  | Haas-Ferrari                 | 24   | +28,768     | 1     | 7   | 1      | 8       |
| 9           | 5  | Sebastian Vettel | Aston Martin Aramco-Mercedes | 24   | +30,218     | 13    | 4   |        | 9       |
| 10          | 10 | Pierre Gasly     | AlphaTauri-RBPT              | 24   | +34,170     | 12    | 2   |        | 10      |
| 11          | 3  | Daniel Ricciardo | McLaren-Mercedes             | 24   | +39,395     | 14    | 3   |        | 11      |
| 12          | 47 | Mick Schumacher  | Haas-Ferrari                 | 24   | +41,159     | 20    | 8   |        | 12      |
| 13          | 24 | Zhou Guanyu      | Alfa Romeo-Ferrari           | 24   | +41,763     | 17    | 4   |        | 13      |
| 14          | 77 | Valtteri Bottas  | Alfa Romeo-Ferrari           | 24   | +42,338     | 18    | 4   |        | 14      |
| 15          | 22 | Yūki Tsunoda     | AlphaTauri-RBPT              | 24   | +50,306     | 19    | 4   |        | PL      |
| 16          | 18 | Lance Stroll     | Aston Martin Aramco-Mercedes | 24   | +50,700     | 15    | 1   |        | 15      |
| 17          | 31 | Esteban Ocon     | Alpine-Renault               | 24   | +51,756     | 6     | 11  |        | 16      |
| 18          | 14 | Fernando Alonso  | Alpine-Renault               | 24   | +53,985     | 7     | 11  |        | 17      |
| 19          | 6  | Nicholas Latifi  | Williams-Mercedes            | 24   | +1:16,850   | 16    | 3   |        | 18      |
| NS          | 23 | Alexander Albon  | Williams-Mercedes            | 12   | NU (awaria) | 11    |     |        | 19      |
| Źródło: FIA |    |                  |                              |      |             |       |     |        |         |

Uwagi
1. ↑  Carlos Sainz Jr. otrzymał karę cofnięcia o 5 pozycji za przekroczenie limitu wymiany części jednostki napędowej[8].
2. ↑  Yūki Tsunoda został zmuszony do startu z alei serwisowej za złamanie zasady parku zamkniętego[9].
3. ↑  Lance Stroll ukończył wyścig na dwunastym miejscu, lecz otrzymał karę 10 sekund doliczonych do uzyskanego czasu za niebezpieczny manewr[10].
4. ↑  Fernando Alonso ukończył wyścig na szesnastym miejsce, lecz otrzymał karę 5 sekund doliczonych do uzyskanego czasu za spowodowanie kolizji z Estebanem Oconem[11].

### Wyścig
| P           | Nr | Kierowca         | Konstruktor                  | Okr. | Czas         | Start | +/−       | Punkty |
| ----------- | -- | ---------------- | ---------------------------- | ---- | ------------ | ----- | --------- | ------ |
| 1           | 63 | George Russell   | Mercedes                     | 71   | 1:38:34,044  | 1     | Bez zmian | 25+1   |
| 2           | 44 | Lewis Hamilton   | Mercedes                     | 71   | +1,529       | 2     | Bez zmian | 18     |
| 3           | 55 | Carlos Sainz Jr. | Ferrari                      | 71   | +4,051       | 7     | 4         | 15     |
| 4           | 16 | Charles Leclerc  | Ferrari                      | 71   | +8,441       | 5     | 1         | 12     |
| 5           | 14 | Fernando Alonso  | Alpine-Renault               | 71   | +9,561       | 17    | 12        | 10     |
| 6           | 1  | Max Verstappen   | Red Bull Racing-RBPT         | 71   | +10,056      | 3     | 3         | 8      |
| 7           | 11 | Sergio Pérez     | Red Bull Racing-RBPT         | 71   | +14,080      | 4     | 3         | 6      |
| 8           | 31 | Esteban Ocon     | Alpine-Renault               | 71   | +18,690      | 16    | 8         | 4      |
| 9           | 77 | Valtteri Bottas  | Alfa Romeo-Ferrari           | 71   | +22,552      | 14    | 5         | 2      |
| 10          | 18 | Lance Stroll     | Aston Martin Aramco-Mercedes | 71   | +23,552      | 15    | 5         | 1      |
| 11          | 5  | Sebastian Vettel | Aston Martin Aramco-Mercedes | 71   | +26,183      | 9     | 2         |        |
| 12          | 24 | Zhou Guanyu      | Alfa Romeo-Ferrari           | 71   | +29,325      | 13    | 1         |        |
| 13          | 47 | Mick Schumacher  | Haas-Ferrari                 | 71   | +29,899      | 12    | 1         |        |
| 14          | 10 | Pierre Gasly     | AlphaTauri-RBPT              | 71   | +31,867      | 10    | 4         |        |
| 15          | 23 | Alexander Albon  | Williams-Mercedes            | 71   | +36,016      | 19    | 4         |        |
| 16          | 6  | Nicholas Latifi  | Williams-Mercedes            | 71   | +37,038      | 18    | 2         |        |
| 17          | 22 | Yūki Tsunoda     | AlphaTauri-RBPT              | 70   | +1 okrążenie | PL    | 3         |        |
| NS          | 4  | Lando Norris     | McLaren-Mercedes             | 50   | NU (silnik)  | 6     |           |        |
| NS          | 20 | Kevin Magnussen  | Haas-Ferrari                 | 0    | NU (kolizja) | 8     |           |        |
| NS          | 3  | Daniel Ricciardo | McLaren-Mercedes             | 0    | NU (kolizja) | 11    |           |        |
| Źródło: FIA |    |                  |                              |      |              |       |           |        |

Uwagi
1. ↑  Dodatkowy 1 punkt jest przyznawany kierowcy, który ustanowił najszybsze okrążenie w wyścigu, pod warunkiem, że ukończył wyścig w pierwszej 10.
2. ↑  Pierre Gasly ukończył wyścig na dwunastym miejscu, lecz otrzymał karę 5 sekund doliczonych do uzyskanego czasu za przekroczenie prędkości w alei serwisowej[14].

### Najszybsze okrążenie
| Nr          | Kierowca       | Konstruktor | Czas     | Okr. |
| ----------- | -------------- | ----------- | -------- | ---- |
| 63          | George Russell | Mercedes    | 1:13,785 | 61   |
| Źródło: FIA |                |             |          |      |

### Prowadzenie w wyścigu
| Nr                              | Kierowca       | Konstruktor | Okrążenia   | Suma |
| ------------------------------- | -------------- | ----------- | ----------- | ---- |
| 63                              | George Russell | Mercedes    | 1–24, 30–71 | 66   |
| 44                              | Lewis Hamilton | Mercedes    | 25–29       | 5    |
| \| Wykres \| \| ------ \| \| \| |                |             |             |      |
| Źródło: FIA                     |                |             |             |      |
| Wykres                          |                |             |             |      |
|                                 |                |             |             |      |

## Klasyfikacja po wyścigu

### Kierowcy
Źródło: FIA
| P  | +/− | Kierowca         | Starty | Punkty | P1 | P2 | P3 | PP | NO | NS |
| -- | --- | ---------------- | ------ | ------ | -- | -- | -- | -- | -- | -- |
| 1  | 0   | Max Verstappen   | 21     | 429    | 14 | 1  | 1  | 6  | 5  | 1  |
| 2  | +1  | Charles Leclerc  | 21     | 290    | 3  | 4  | 3  | 9  | 3  | 3  |
| 3  | −1  | Sergio Pérez     | 21     | 290    | 2  | 7  | 1  | 1  | 3  | 2  |
| 4  | 0   | George Russell   | 21     | 265    | 1  | 1  | 6  | 1  | 4  | 1  |
| 5  | 0   | Lewis Hamilton   | 21     | 240    | –  | 4  | 4  | –  | 2  | 1  |
| 6  | 0   | Carlos Sainz Jr. | 21     | 234    | 1  | 3  | 5  | 2  | 3  | 6  |
| 7  | 0   | Lando Norris     | 21     | 113    | –  | –  | 1  | –  | 1  | 2  |
| 8  | 0   | Esteban Ocon     | 21     | 86     | –  | –  | –  | –  | –  | 2  |
| 9  | 0   | Fernando Alonso  | 21     | 81     | –  | –  | –  | –  | –  | 4  |
| 10 | 0   | Valtteri Bottas  | 21     | 49     | –  | –  | –  | –  | –  | 5  |
| 11 | 0   | Sebastian Vettel | 19     | 36     | –  | –  | –  | –  | –  | 2  |
| 12 | 0   | Daniel Ricciardo | 21     | 35     | –  | –  | –  | –  | –  | 3  |
| 13 | 0   | Kevin Magnussen  | 21     | 25     | –  | –  | –  | 1  | –  | 4  |
| 14 | 0   | Pierre Gasly     | 21     | 23     | –  | –  | –  | –  | –  | 3  |
| 15 | 0   | Lance Stroll     | 21     | 14     | –  | –  | –  | –  | –  | 2  |
| 16 | 0   | Mick Schumacher  | 21     | 12     | –  | –  | –  | –  | –  | 3  |
| 17 | 0   | Yūki Tsunoda     | 21     | 12     | –  | –  | –  | –  | –  | 6  |
| 18 | 0   | Zhou Guanyu      | 21     | 6      | –  | –  | –  | –  | 1  | 5  |
| 19 | 0   | Alexander Albon  | 20     | 4      | –  | –  | –  | –  | –  | 3  |
| 20 | 0   | Nicholas Latifi  | 21     | 2      | –  | –  | –  | –  | –  | 5  |
| 21 | 0   | Nyck de Vries    | 1      | 2      | –  | –  | –  | –  | –  | –  |
| 22 | 0   | Nico Hülkenberg  | 2      | 0      | –  | –  | –  | –  | –  | –  |
| P  | +/− | Kierowca         | Starty | Punkty | P1 | P2 | P3 | PP | NO | NS |

### Konstruktorzy
Źródło: FIA
| P  | +/− | Konstruktor                  | Starty | Punkty | P1 | P2 | P3 | PP | NO | NS |
| -- | --- | ---------------------------- | ------ | ------ | -- | -- | -- | -- | -- | -- |
| 1  | 0   | Red Bull Racing-RBPT         | 42     | 719    | 16 | 8  | 2  | 8  | 8  | 3  |
| 2  | 0   | Ferrari                      | 42     | 524    | 4  | 7  | 7  | 12 | 5  | 9  |
| 3  | 0   | Mercedes                     | 42     | 505    | 1  | 6  | 10 | 1  | 6  | 2  |
| 4  | 0   | Alpine-Renault               | 42     | 167    | –  | –  | –  | –  | –  | 6  |
| 5  | 0   | McLaren-Mercedes             | 42     | 148    | –  | –  | 1  | –  | 1  | 5  |
| 6  | 0   | Alfa Romeo Racing-Ferrari    | 42     | 55     | –  | –  | –  | –  | 1  | 10 |
| 7  | 0   | Aston Martin Aramco-Mercedes | 42     | 50     | –  | –  | –  | –  | –  | 4  |
| 8  | 0   | Haas-Ferrari                 | 42     | 37     | –  | –  | –  | 1  | –  | 7  |
| 9  | 0   | Scuderia AlphaTauri-RBPT     | 42     | 35     | –  | –  | –  | –  | –  | 9  |
| 10 | 0   | Williams-Mercedes            | 42     | 8      | –  | –  | –  | –  | –  | 8  |
| P  | +/− | Konstruktor                  | Starty | Punkty | P1 | P2 | P3 | PP | NO | NS |